# Bridgeville (Delaware)
Bridgeville é uma vila localizada no estado americano de Delaware, no condado de Sussex.

## Geografia
De acordo com o United States Census Bureau, a cidade tem uma área de 12 km², onde todos os 12 km² estão cobertos por terra.

### Localidades na vizinhança
O diagrama seguinte representa as localidades num raio de 24 km ao redor de Bridgeville. 

## Demografia
Segundo o censo nacional de 2010, a sua população é de 2 048 habitantes e sua densidade populacional é de 170 hab/km². Possui 980 residências, que resulta em uma densidade de 81,4 residências/km².